# Geiles Leben
Geiles Leben e песен на германското електропоп дуо Гласперленшпил. Това е вторият сингъл от албума им „Tag X“. Сингълът достига до 1 място в Швейцария и до 2 място в немския и австрийския чарт.

## Издаване
Песента е пусната за дигитално сваляне на 28 август 2015 г. Три седмици по-късно е издадена и на физически носител.

## Промоция
За да промотира песента, дуото участва на Бундесвизион Сонг Контест 2015, където остава на 6 място с 82 точки, а победител става Марк Форстър.

## Клип
Клипът е качен в музикалния портал YouTube в официалния канал на групата на 21 август 2015 година. Дължината му е 3,30 минути.